# Tussilago (film)
Tussilago är en svensk tecknad kortfilm från 2010 i regi av Jonas Odell. Filmen är en dramatiserad intervju med en kvinna inblandad i Operation Leo, den planerade kidnappningen av arbetsmarknadsminister Anna-Greta Leijon 1976. Filmen tilldelades Guldbaggen för bästa kortfilm för filmåret 2010.